# Ultraverse
Ultraverse è un universo immaginario dei fumetti di genere supereroistico pubblicati negli Stati Uniti d'America dalla Malibu Comics negli anni novanta. Caratteristica di questo mondo era che molti personaggi acquisivano abilità superumane, diventando così degli "Ultra".

## Storia editoriale
La linea di fumetti Ultraverse fu lanciata dalla Malibu Comics nei primi anni novanta. Facendo uso di colori digitali e carta di alta qualità, oltre a team artistici composti da nuovi disegnatori e scrittori, la linea ebbe un discreto successo. Le serie erano legate da una continuity ed era frequente il ricorso a team-up e crossover fra i personaggi della linea. Dopo qualche anno le vendite calarono e la Malibu chiuse alcune serie e venne poi acquisita dalla Marvel Comics nel 1994. L'universo Ultraverse divenne così parte dell'universo Marvel (come Terra-93060), ma le serie vennero comunque chiuse dopo pochi numeri.
Inizialmente le storie dei personaggi Ultraverse sono state pubblicate in Italia dalla General Press, sulle serie Strangers e Freex, e dalla Star Comics, su Prime e Starmagazine. Con l'acquisizione dell'etichetta da parte della Marvel e il conseguente inserimento dei personaggi Ultraverse nel relativo universo, anche i diritti di pubblicazione passarono alla Marvel Italia. La pubblicazione delle serie Ultraverse negli USA venne interrotta nella seconda metà degli anni novanta e di conseguenza anche in Italia.

## Pubblicazioni

### Serie regolari
- Angels of Destruction
- Elven
- Eliminator
- Exiles
- Firearm
- Foxfire
- Freex
- Hardcase
- Mantra
- The Night Man
- Prime
- Prototype
- Rune
- Siren
- Sludge
- Solitaire
- The Solution
- The Strangers
- Ultraforce
- Ultraverse Premiere
- Ultraverse Unlimited
- Warstrike
- Witch Hunter
- Wrath

### Miniserie e crossover
- Black September
- Break-Thru
- Ultraverse Future Shock

### Crossover con la Marvel Comics
- Godwheel
- Avengers/Ultraforce
- Ultraforce/Avengers
- Prime vs. The Incredible Hulk
- Nightman vs. Wolverine
- The All-New Exiles vs. X-Men
- Conan vs. Rune
- Ultraforce/Spider-Man
- Prime/Captain America
- Rune vs. Venom
- Nightman/Gambit
- The Phoenix Resurrection
- Rune/Silver Surfer

### Pubblicazione italiana
General Press
- Strangers Zero: albo speciale, di dimensioni ridotte, con ministorie tratte da Ultraverse Premiere n. 0 relative a Squad, Strangers e Freex
- Strangers n. 1/8: serie regolare che ha ospitato Strangers n. 1/7, Hardcase n. 1/8 (l'ultima storia è pubblicata parzialmente e la storia resta incompleta), Prototype n. 1/5 ed Ultraverse Origins (con le origini di Freex, Firearm e Solitaire)
- Freex n. 1/5: serie regolare che ha ospitato Freex n. 1/5, Firearm n. 1/4, Solitaire n. 1/3 (la trama iniziata resta incompleta in quanto l'albo n. 4 è inedito in Italia) ed Ultraverse Origins (con le origini di Prototype, Hardcase e Strangers)
- Ultraverse Speciale Exiles: albo speciale contenente la mini serie completa Exiles n. 1/4, che fa da preludio al crossover Break-Thru

Star Comics
- Prime n. 1/12: serie regolare che ha ospitato Prime n. 1/12, Mantra n. 1/12 e The Solution n. 0/11 (l'ultima trilogia resta incompleta in quanto il n. 12 è inedito in Italia)
- Star Magazine n. 43/53: rivista contenitore che in questi albi ha ospitato Sludge n. 1/9, Rune n. 0/5, Night Man n. 1/8, Break-Thru n. 1/2 (albi di apertura e chiusura dell'evento che si snoda nelle altre testate), Wrath n. 1/5, lo speciale Flood Relief ed Ultraverse Premiere n. 1/3 (presentando al personaggio Warstrike)

Marvel Italia
- Marvel Crossover n. 6/8 "Ultraverse -3 -2 -1": in questi albi sono stati pubblicati Prime n. 13/14, Giant-Size Mantra n. 1, Mantra n. 13/15, Firearm n. 5/7, Ultraverse Origins (con le origini di Prime), Rune n. 6, Ultraverse Premiere n. 1 (con una storia di Elven) ed Ultraverse Premiere n. 5 (con una storia di Rush)
- Marvel Crossover n. 12 "Conan le grandi saghe": Conan n. 1/4 (nel n. 4 c'è il preludio allo scontro tra Conan e Rune) e Conan vs Rune (scritto e disegnato da Barry Windsor Smith, creatore grafico di entrambi i personaggi)
- Cronache di Conan n. 12: albo di grandi dimensioni ed in bianco e nero contenente la battaglia finale tra Conan e Rune, apparso in Conan the Savage n. 4
- Ultraforce n. 0/3: breve serie con Ultraforce n. 0/6, Mantra n. 16, Giant-Size Freex n. 1 (storia di Contrary), Ultraverse Origins (ripropone le origini di Hardcase e di Prototype, già pubblicate in passato, oltre a quelle di Mantra), Ultraverse Premiere n. 0 (storia di Mantra), Ultraverse Premiere n. 3 (storia di Lord Pumpkin), Ultraverse Premiere n. 6 (storie di Pixx e di Prototype) ed Ultraverse Premiere n. 10 (con la prima parte di Eliminator)
- Prime n. 0/2: breve serie con Prime n. 15/16, Ultraverse Premiere n. 0 (con la prima apparizione di Prime nell'Ultraverse), Prime Annual n. 1, Ultraverse Origins (con le origini di Rune), Giant-Size Rune n. 1, Rune n. 7 ed Ultraverse Premiere n. 11 (con la seconda parte di Eliminator, serie rimasta incompleta anche negli USA)
- Marvel Miniserie n. 27 "Vendicatori-Ultraforce: Preludio": albo speciale che presenta Ultraforce 8/10 e lo speciale Ultraforce - Avengers: Prelude
- Wiz 13/15: presenta lo scontro tra i due maggiori supergruppi della Marvel e dell'Ultraverse, con le storie Avengers vs Ultraforce ed Ultraforce vs Avengers
- Marvel contro Malibu: Primo contatto: vengono presentate una serie di team-up tra personaggi Marvel ed Ultraverse, nello specifico Prime vs The Incredible Hulk, Night Man vs Wolverine e New Exiles vs X-Men
- Venom n. 22: Rune vs Venom
- Uomo Ragno Deluxe n. 21: Ultraforce/Spiderman